# 基卡查區
基卡查區（西班牙語：Distrito de Quicacha），是秘魯的一個區，位於該國南部阿雷基帕大區的卡拉韋利省，始建於1825年6月22日，面積1,048.42平方公里，海拔高度1,815米，2007年人口1,885，人口密度每平方公里1.8人。